# Fabio Ceravolo
Fabio Giovanni Ceravolo est un footballeur italien (né à Locri, en Province de Reggio de Calabre, le 5 mars 1987), jouant au poste d'attaquant.

## Biographie
Fabio Ceravolo fait ses premières armes à la Reggina, le club le plus huppé de sa région. Il débute chez les professionnels, en Serie A, lors de la saison 2005-06, à 18 ans. Il totalise 6 matchs durant cette saison. Il est prêté la saison suivante, d'abord au FC Pro Vasto en Serie C2 puis, pour la deuxième partie de saison à Pisa avec qui il participe à la remontée en Serie B. Il marque 3 buts en 3 matchs de play-off, 2 en demi-finale, un en finale.
Il revient lors de la saison 2007-08 dans son club d'origine où il joue avec une certaine régularité durant deux saisons au terme desquels le club sera relégué en Serie B. Cette descente pousse le club à accepter la demande de prêt avec option d'achat de l'Atalanta en Serie A où il va jouer avec régularité.

## Palmarès

### En club
| Atalanta Bergame - Championnat d'Italie D2 - Champion en 2011 |